# 绥蒙军区实验学校旧址
绥蒙军区实验学校旧址位于山西省偏关县新关镇中大街居委会玄帝庙街6号，1985年4月被列入偏关县文物保护单位。
1945年2月，中国共产党绥蒙军区党委将偏关小学改名为塞北实验学校，并迁往此处。绥蒙军区实验学校设有干部班、普通班和特殊班，学生人数两百余，培养了四百多名绥蒙干部学生。绥蒙军区实验学校旧址坐北朝南，东西宽32.5米，南北长38.4米，占地面积达1248平方米。